# Saint-Ouen-de-Mimbré
Saint-Ouen-de-Mimbré là một xã trong tỉnh Sarthe ở tây bắc nước Pháp. Xã này nằm ở khu vực có độ cao từ 73-106 mét trên mực nước biển.